# Archibald Alison, 1:e baronet
Archibald Alison, förste baronet, född 29 december 1792, död 23 maj 1867, var en brittisk (skotsk) historiker. Han var son till författaren Archibald Alison och far till generalen sir Archibald Alison.
Alison utgav den i strängt toryistisk anda hållna History of Europe from the commencement of the French revolution to the restoration of the Burbons (10 band 1833-42), bekämpade i Principles of population (1840) Malthus teorier och utgav även The life of the Duke of Marlborough (1847) och Lives of Lord Castlereagh and Sir Charles Steward (1861).